# Grecobudismo

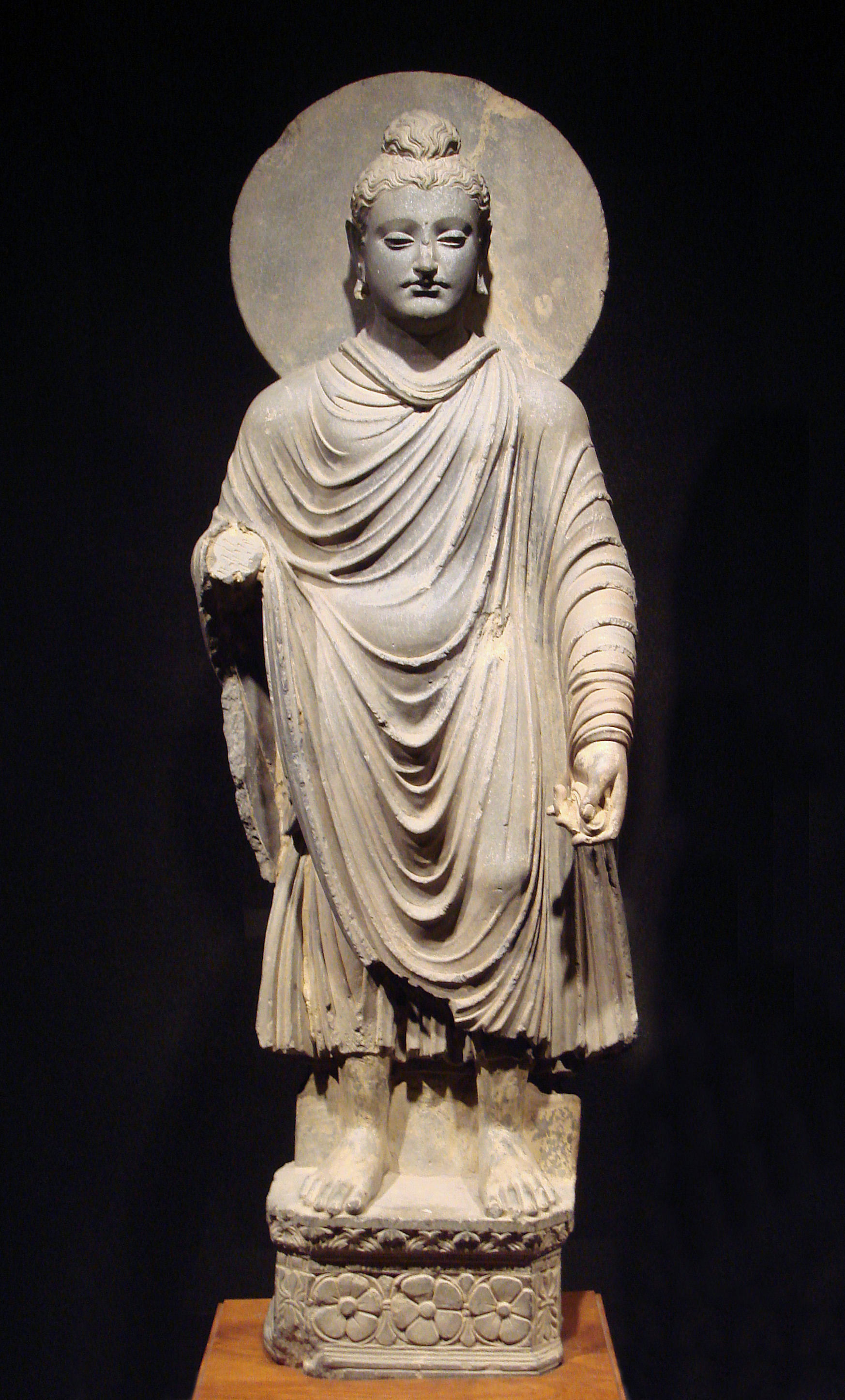
Imagen de Buda en estilo grecobudista, Museo Nacional de Tokio.

El grecobudismo es el (supuesto) sincretismo cultural entre la cultura griega (helenística) y el budismo, que se desarrolló durante 800 años en Asia del Sur, en Gandhara, lo que hoy en día son los Estados de Afganistán y Pakistán, desde el siglo IV a. C. hasta el siglo V d. C., después de que Alejandro Magno conquistara territorios cerca de la India. Aunque el arte greco-budista muestra claras influencias helenísticas, la mayoría de los estudiosos no suponen una notable influencia griega en el budismo gandhariano más allá del ámbito artístico.
Las interacciones culturales entre la antigua Grecia y el budismo se remontan a las incursiones griegas en el subcontinente indio desde la época de Alejandro Magno. Unos pocos años después de la muerte de Alejandro, las franjas más orientales del Imperio seléucida se perdieron en una guerra con el Imperio Maurya, durante el reinado de Chandragupta Maurya. Tiempo después, el emperador Maurya Aśoka se convertiría al budismo y difundiría la filosofía religiosa a lo largo de su dominio (que incluía Gandhara), como consta en los Edictos de Ashoka. Esto se extendió al Reino grecobactriano, que a su vez se separó del Imperio seléucida, y la afición griega por las estatuas produjo las primeras estatuas de Buda, lo que finalmente condujo a la tradición moderna.
Tras el colapso del Imperio Maurya, el budismo continuó floreciendo bajo el Reino grecobactriano, los Reinos indogriegos y el Imperio kushán. El budismo Mahayana se extendió desde las llanuras del Ganges, en la India, hasta Gandhara y Asia Central durante la era Mauryana, donde se convirtió en la rama más extendida del budismo en Asia Central. Posteriormente, el mahayana se transmitió a través de la Ruta de la Seda hasta la dinastía Han durante la era kushán, bajo el reinado del emperador Kanishka. La tradición budista detalla que el monje Majjhantika de Benarés fue nombrado responsable de la difusión del budismo en la región por el emperador Ashoka. Más tarde, el rey grecobactriano e indogriego Menandro I, que podría haberse convertido al budismo, también estimuló la difusión de la religión.
El grecobudismo influyó en el desarrollo artístico (y posiblemente también conceptual) de la rama mahāyāna del budismo, antes de ser exportada al noreste de Asia a partir del siglo I, llegando hasta el Tíbet, China, Corea, Japón e Indonesia.  En su interpretación de las leyendas budistas, la escuela de Gandhara incorporó muchos motivos y técnicas del arte romano clásico, como rollos de vid, querubines con guirnaldas, tritones y centauros, si bien su iconografía básica siguió siendo india.

## Historia
La introducción de la Grecia helenística en Asia central comenzó tras la conquista de esa región por Darío el Grande y su Imperio persa aqueménida. Él y sus sucesores conquistaron también la península de Anatolia, habitada entonces por numerosas culturas griegas. Cuando se rebelaron, esos griegos fueron a menudo objeto de una limpieza étnica, siendo reubicados en el extremo más alejado del Imperio persa, tales provincias de Asia central. Cuando Alejandro Magno conquistó el Imperio aqueménida y otras regiones de Asia Central en el año 334 a. C., se encontró con muchos griegos ya establecidos en los tramos más orientales de su imperio. A continuación se aventuró en el Punyab (tierra de los cinco ríos). Alejandro cruzó los ríos Indo y Jhelum al derrotar a Poros y nombrarlo sátrapa tras la batalla del Hidaspes. El ejército de Alejandro se amotinaría y se retiraría a lo largo del río Beas cuando se enfrentó al Imperio nanda, por lo que no conquistaría el Punyab por completo. Con ello, se inició el contacto entre Grecia y la India, cuna del budismo.
Gracias a la reubicación por parte del Imperio persa, la cultura griega se estableció en el extremo oriental del imperio de Alejandro. Alejandro fundó varias ciudades en los territorios conquistados, especialmente en las áreas del Amu Daria y Bactriana, expandiéndose los asentamientos griegos hacia el Paso Khyber, Gandhara y el Panyab. Estas regiones corresponden al único paso existente entre el Himalaya y el Hindu Kush, a través del cual se produjo la mayor parte de los contactos entre la India y Asia Central, generando un intenso intercambio cultural y comercial. 
Después de la muerte de Alejandro, el 10 de junio de 323 a. C., los diádocos (sucesores) fundaron sus propios reinos en Asia Menor y Asia Central. El general Seleuco I Nicátor creó el Imperio seléucida en Anatolia y Asia Central, que se extendía hasta la India. El Imperio Maurya, fundado por Chandragupta Maurya, conquistaría primero el Imperio nanda. A continuación, Chandragupta derrotaría al Imperio seléucida durante la Guerra seléucida-maurya. El resultado fue el traspaso de los sátrapas macedonios del valle del Indo y Gandhara al Imperio Maurya. Además, se promulgó una alianza matrimonial que otorgaba a la hija de Seleuco como esposa de Chandragupta para mantener relaciones diplomáticas. El conflicto condujo además a la transferencia de 500 elefantes de guerra al Imperio seléucida desde el Imperio mauryano, presumiblemente como reparación por las vidas perdidas y los daños sufridos.
El emperador Mauryan Aśoka estableció el mayor imperio indio. Tras la destructiva guerra de Kalinga, Aśoka se convirtió al budismo. Abandonando una agenda expansionista, Aśoka adoptaría la reforma humanitaria en su lugar. Como se atribuye en los Edictos de Aśoka, el emperador difundió el Dharma como budismo por todo su imperio. Aśoka afirma haber convertido al budismo a muchos, incluyendo a las poblaciones griegas dentro de su reino:

Aquí, en los dominios del rey, entre los griegos, los Kambojas, los Nabhakas, los Nabhapamkits, los Bhojas, los Pitinikas, los Andhras y los Palidas, en todas partes la gente sigue las instrucciones del Amado-de-los-Dioses en el Dharma.

El declive y derrocamiento de los Maurya por el Imperio śunga, y de la revuelta de Bactriana en el Imperio seleúcida condujo a la formación del Reino grecobactriano (250-125 a. C.). Al norte, a los grecobactrianos les siguió la secesión del reino indogriego (180 a. C.-10 d. C.). Incluso cuando, siglos más tarde, estas regiones helenizadas fueron conquistadas primero por los yuezhi, luego por los indoescitas y el Imperio kushán (siglos I - III d. C.), el budismo siguió prosperando allí.
El contacto entre las culturas griega y budista tuvo lugar durante varios siglos, hasta el siglo V d. C. con las invasiones de los hunos, los mongoles y la posterior expansión de diversas civilizaciones que adoptaron el islam (árabes y turcos). El budismo fue una de las principales religiones de la India durante siglos, hasta que se produjo un importante resurgimiento hindú en torno al siglo V, cuyos bastiones restantes, como Bengala, terminaron en gran parte durante las invasiones islámicas de la India.

## Interacciones religiosas
La presencia griega en Asia Central y el norte de la India produjo intercambios no sólo en el plano artístico sino también en el religioso.

### Alejandro Magno en Bactriana y la India (331-325)

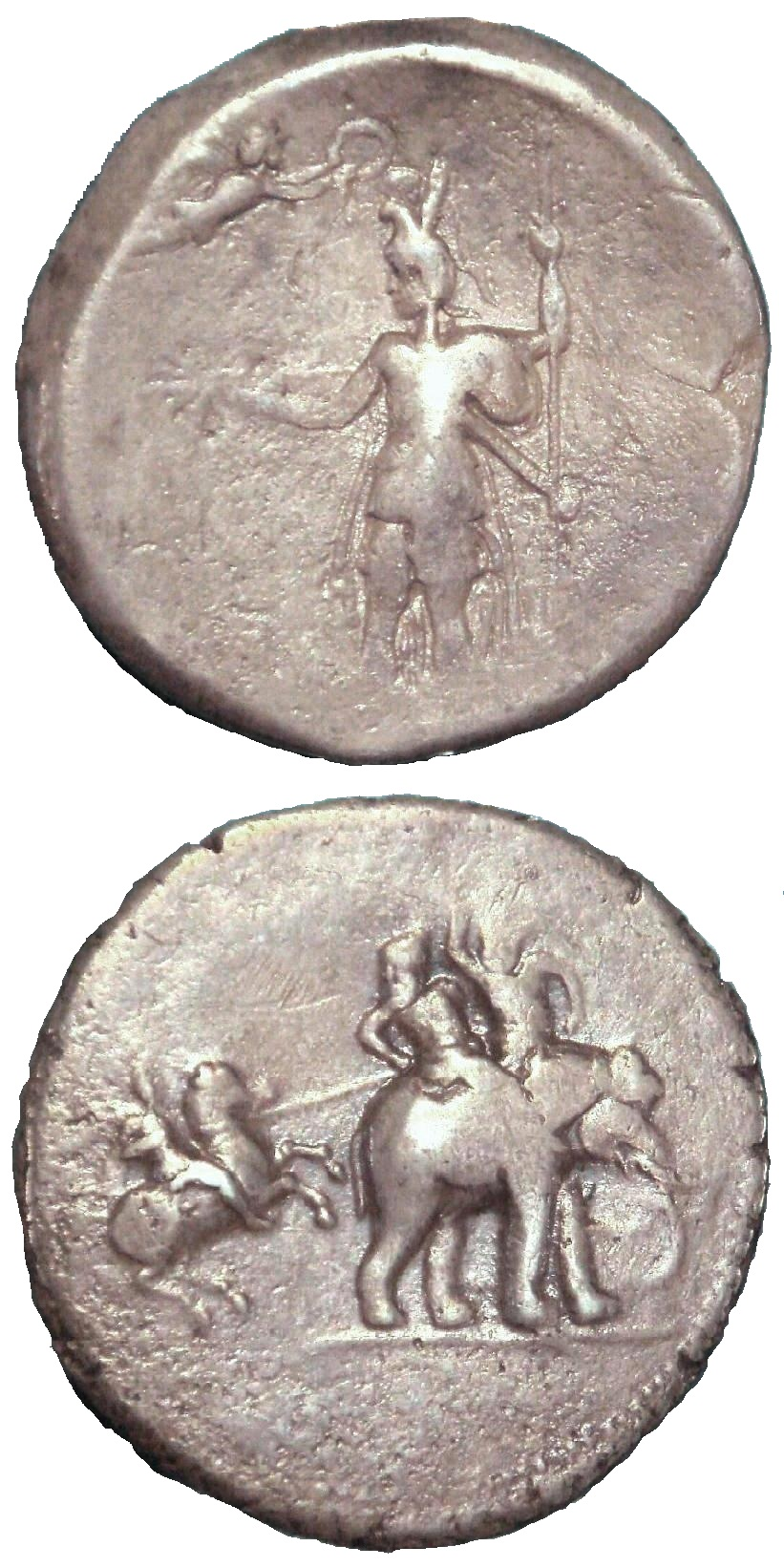
Monedas conmemorativas de las campañas de Alejandro Magno en la India.

Cuando Alejandro Magno conquistó las regiones de Bactriana y Gandhara, estas áreas ya se encontraban bajo la influencia del budismo. Según una leyenda en pali, el idioma del canon theravāda, dos mercaderes de Bactriana, llamados Tapassu y Bhallika, visitaron a Buda y se convirtieron en sus discípulos. Al regresar a Bactriana comenzaron la construcción de templos dedicados a Buda.
En 326 a. C. Alejandro Magno invadió la India. El rey Ambhi (Taxiles según la nomenclatura helénica) de Taxila entregó su ciudad, un importante centro budista, a Alejandro. Sin embargo, Alejandro tuvo que luchar contra Poros, el dirigente de la región del Panyab. Esta batalla conocida como Batalla del Hidaspes tuvo lugar en 326 a. C. Alejandro continuó sus conquistas hasta llegar a las fuentes del Indo.
Se dice que Alejandro Magno seleccionó a algunos filósofos como Pirrón, Anaxarco y Onesícrito para acompañarle en sus campañas por Oriente. Durante los 18 meses que estuvieron en la India, tuvieron la oportunidad de entrar en contacto con religiosos indios, llamados gymnosophistas (‘filósofos desnudos’). 
Pirrón (360-270 a. C.), volvió a Grecia y se convirtió en el primer escéptico, fundando la escuela pirronista. El biógrafo griego Diógenes Laercio explicó que el punto de vista de Pirrón sobre el mundo lo había obtenido en la India. Se conocen pocos discursos de este filósofo pero los que se conocen muestran reminiscencias del Oriente, posiblemente del budismo:

Nada existe realmente, pero la vida humana está regida por la convención.

Nada es en sí mismo más esto que lo otro.

Diógenes Laercio, IX.61

Estrabón dice que otro de estos filósofos, el cínico Onesicrito, habría aprendido en la India los siguientes preceptos:

Nada de lo que le ocurre a un hombre es bueno o malo, las opiniones no son más que sueños.

La mejor filosofía es aquella que libera la mente del placer y el dolor.

Estrabón, XV.I.65.

Estos contactos supusieron el inicio de las interacciones entre la cultura griega y las religiones indias, que se mantuvieron y expandieron durante varios siglos.

### El Imperio Maurya (322 a 183a.C.)
El emperador indio Chandragupta Mauria, fundador de la Dinastía mauria, reconquistó el territorio noroccidental de la India en 322 a. C., anexionándolo al Imperio Maurya. Sin embargo, se siguieron manteniendo los contactos con sus vecinos griegos del Imperio seléucida. Chandragupta contrajo matrimonio con la hija del rey Seleuco I Nicátor, después de un tratado de paz en el cual también se decidió que algunos griegos como el historiador Megástenes residieran en la corte Maurya.

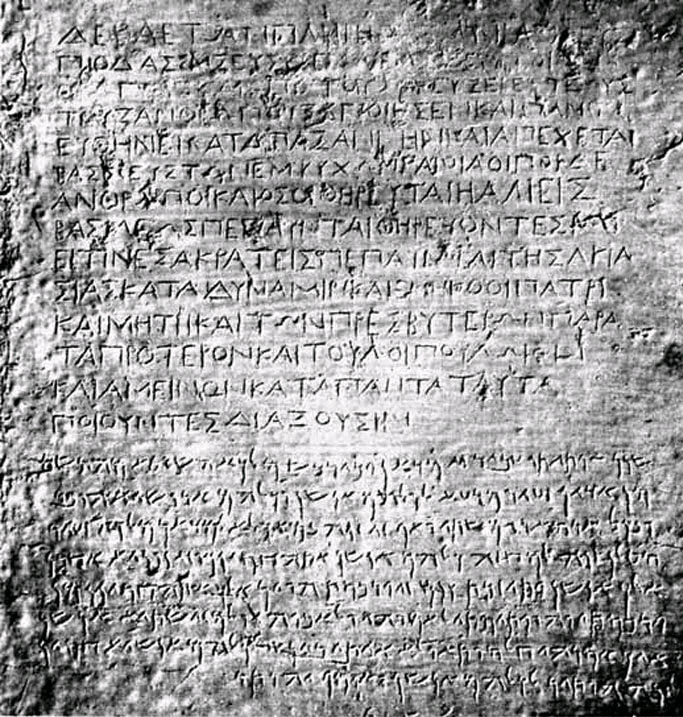
Edicto bilingüe en griego y arameo del rey Ashoka de Kandahar. Museo de Kabul.

El nieto de Chandragupta, Ashoka, se convirtió a la fe budista y se convirtió en un gran seguidor del Canon Pali del budismo theravāda, que insiste en la no violencia a los animales y humanos y una serie de preceptos que regulan la vida de los humanos laicos. Según los Edictos de Ashoka, tallados en piedra, algunos de ellos en griego, el rey envió a emisarios budistas a los territorios griegos en Asia y el Mediterráneo. Los edictos nombran también a algunos políticos de la Antigua Grecia: 

La conquista del dharma se ganó aquí, en las fronteras, y también 600 yojanas (6000 kilómetros) más allá, donde el rey griego Antíoco II Teos (Antiyoga) gobierna, y más allá donde los reyes Ptolomeo II de Egipto, Antigono (Antikini), Magas de Cireno (Maka) y Alejandro II de Epiro (Alikasu[n]dara) gobierna, al igual que al sur, por las zonas de Chola y Pandya, en la parte más meridional del subcontinente Indio.

Edicto número 13.

Ashoka también dice que fue él quien convirtió a los griegos al budismo:

Aquí, en los dominios del rey entre los griegos, kambojas, nabhakas, nabhapamkits, bhojas, pitinikas, andhras y pálidas, en todos sitios la gente está siguiendo las instrucciones en el dharma del «Amado de los Dioses» (es decir, Ashoka).

Edicto número 13.

Por último, fuentes en idioma pali hablan sobre algunos de los emisarios de Ashoka, como el famoso Dharma Rakshita, describiéndolos como las personas que lideraron a los monjes budistas griegos en el proselitismo budista.

### Presencia griega en Bactriana (325 a 125a.C.)

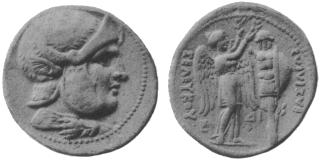
Monedas representando a Seleuco I Nicátor, del 300 a. C.

Alejandro Magno creó varias ciudades en Bactriana, como Alejandría y Bagram, así como una administración que se mantuvo más de 200 años en el Imperio seléucida y el Reino grecobactriano, en contacto directo con el territorio indio. Los griegos enviaron embajadores a la corte del Imperio Maurya, como el historiador Megástenes durante el reinado de Chandragupta Mauria y a Deimakos bajo el reinado de Bindusara. Estos embajadores enviaron información importante sobre la civilización india. Megástenes envió estudios detallados sobre las religiones indias que circularon y fueron citados por los filósofos e historiadores clásicos:

Megástenes hace una división diferente de los filósofos, diciendo que hay dos tipos, a unos los denomina bráhmanas, y a los otros sarmanes…

Estrabón, XV.1.58-60

Los grecobactrianos mantuvieron una cultura helenista intensa a las puertas de la India en la época del Imperio Maurya, como se puede observar en los restos arqueológicos de Alejandría. Cuando el Imperio Maurya sucumbió bajo el Imperio shunga, alrededor del 180 a. C., los grecobactrianos ampliaron sus territorios adentrándose en la India, donde crearon el reino indogriego, bajo el cual floreció el budismo.

### El Reino indogriego y el budismo (180a.C. – 10d.C.)
Los grecobactrianos conquistaron partes del norte de la India a partir del 180 a. C., conociéndoseles como indogriegos. Mantuvieron el control de varias zonas en el norte de la India hasta el 10 d. C.
El budismo prosperó bajo los reyes indogriegos hasta tal punto que se cree que la invasión de la India se produjo para proteger la fe budista de las persecuciones hinduistas de la Dinastía shunga, que había derrocado al Imperio Maurya y que se mantuvo desde el 185 hasta el 73 a. C.

#### Monedas

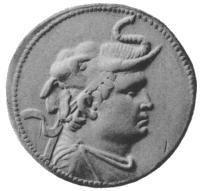
Moneda de plata que muestra a Demetrio I de Bactriana con un sombrero en forma de elefante, como símbolo de su conquista en la India en el 180 a. C.

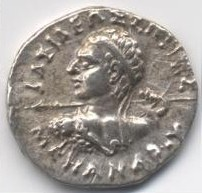
Dracma de plata de Menandro el Justo (quien reinó entre el 160 y el 135 a. C.)

Las monedas del rey indogriego Menandro, que reinó del 160 al 135 a. C., encontradas desde Afganistán hasta el centro de la India muestran la inscripción «Rey Menandro el Salvador» en griego. Otros reyes posteriores, como Zoilo I, Estrato I, Heliokles II, Teófilo, Peukolaos, Menandro II y Archebios muestran en sus monedas la inscripción «Maja Rashasa Dharmika» (lit. ‘rey del dharma’) en prácrito usando la grafía kharoshthi. 
Algunas de las monedas de Menandro I y Menandro II incluyen el símbolo budista de la rueda de ocho radios, asociada a los símbolos griegos de la victoria, como la palma de la victoria o la corona de la victoria que porta la deidad Niké. Según el Milinda-panjá (‘Preguntas de Milinda’), al final de su reinado, Menandro I se convirtió en un arhat budista. este hecho también lo recogió Plutarco, que explica que sus restos fueron convertidos en reliquias y consagrados.
El símbolo ubicuo del elefante en las monedas indogriegas también se ha asociado al budismo, por el paralelismo entre las monedas de Antálcidas y Menandro II, donde el elefante de las monedas de Antálcidas mantiene la misma relación con Zeus y Niké que la rueda budista en las monedas de Menandro II. Cuando los mazdeístas del reino indoparto invadieron el norte de la India en el siglo I d. C., adoptaron gran parte del simbolismo de las monedas indogriegas, pero evitaron usar el elefante, pues para ellos el significado no era meramente geográfico.
Finalmente, después del reinado de Menandro I, algunos dirigentes indogriegos como Amyntas, Nicias, Peukolaos, Hermaeus, Hippostratos y Menandro II se mostraban en esculturas a ellos mismos o a deidades griegas con el gesto de bendición que se hace con la mano derecha conocido en el budismo como mudra (pulgar e índice unidos con los demás dedos extendidos). En el budismo, este gesto significa la transmisión de las enseñanzas de Buda.

#### Ciudades
Según Ptolomeo, los grecobactrianos fundaron ciudades griegas en el norte de Pakistán. Menandro estableció su capital en Sagala, en la actual Sialkot, región del Panyab, uno de los centros budistas más importantes según el capítulo I del Milinda-panjá. Las excavaciones realizadas cerca de Taxila, han sacado a la luz los restos de una importante ciudad griega construida por Demetro I de Bactriana y reconstruida por Menandro I, donde las estupas budistas se encontraban al lado de templos hindúes y griegos, demostrando la tolerancia religiosa y el sincretismo.

#### Escrituras
Las pruebas de la interacción entre la religión griega y el budismo durante este periodo se pueden encontrar en diversos textos como el Milinda-panjá, un discurso budista en estilo platónico que mantuvieron el rey Menandro y el monje budista Nagasena.
También en el Mahavamsa (cap. XXIX) se encuentra que durante el reinado de Menandro, un monje budista griego llamado Maja Dharma Rakshita (cuya traducción literal es ‘gran preservador del dharma’) envió a 30 000 monjes budistas de la ciudad griega de Alejandría (posiblemente Alejandría Caucásica, que se encontraba a 150 km de la actual Kabul) a la isla de Ceilán (actual Sri Lanka) para construir una estupa que indicase que el budismo florecía en los territorios de Menandro y que los griegos formaban parte activa de la religión.

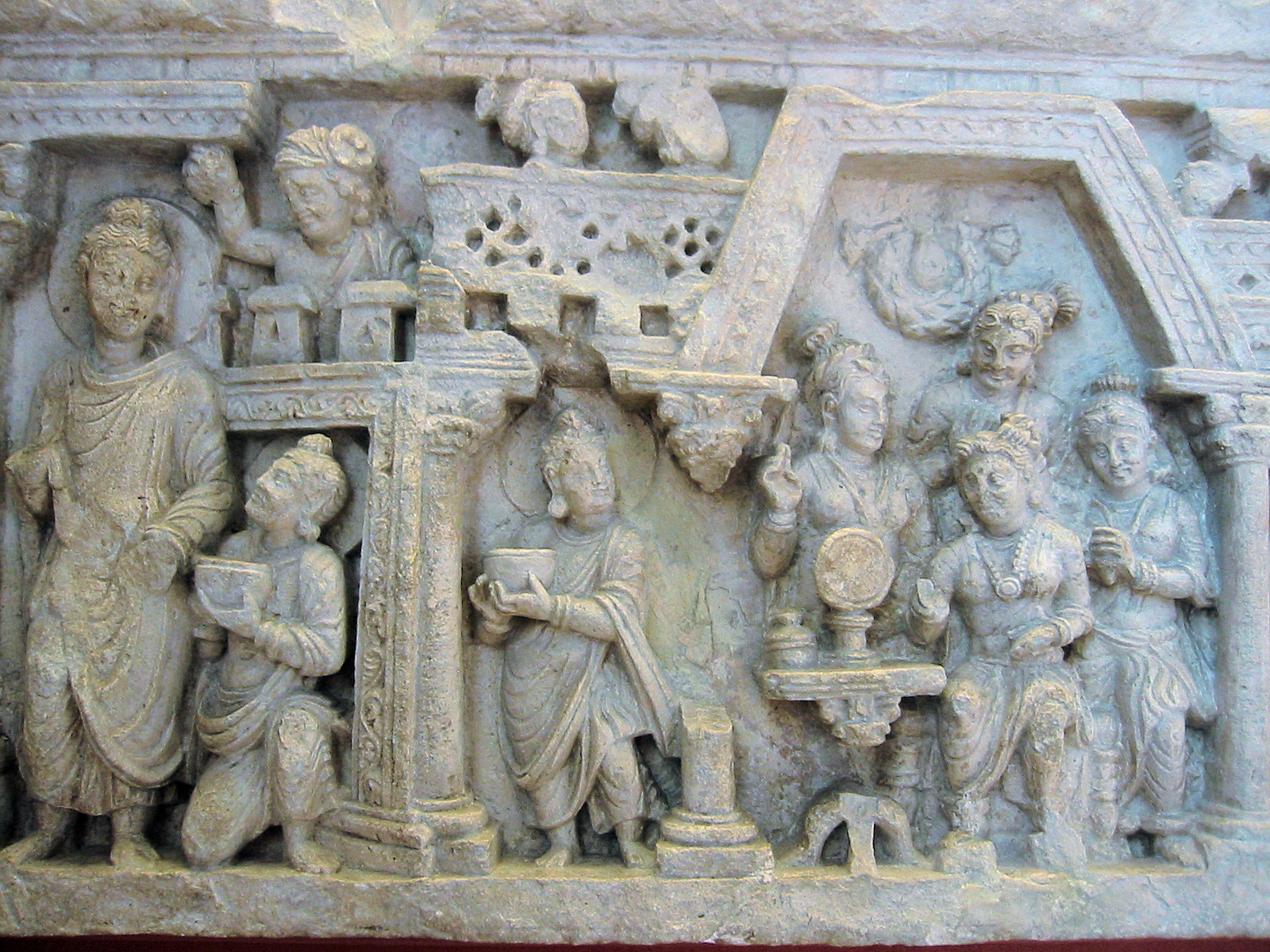
Friso budista con reminiscencias del arte helénico.

Algunos textos budistas escritos por los griegos se conservan en la India, como el del meridarca (gobernador civil de una provincia) Teodoro, que describe en alfabeto karoshthi cómo conservaba las reliquias sagradas de Buda Gautama. Las inscripciones fueron encontradas en una vasija en el interior de una estupa, datadas en el reino de Menandro o de algún sucesor del siglo I a. C. Una de ellas dice:

Theudorena meridarkhena pratithavida ime sarira sakamunisa bhagavato bahu-jana-stitiye (El meridarca Teodoro conserva las reliquias sagradas del Shakyamuni, para el bienestar de las masas populares).

Vaso relicario swāt  con las inscripciones de Teodoro.

Finalmente, la tradición budista reconoce a Menandro como uno de los grandes benefactores de la fe, al igual que lo hace con Ashoka y Kanishka.
Se han encontrado manuscritos budistas escritos en griego cursivo en Afganistán elogiando a varios budas incluyendo menciones al Buda mahāyāna Avalokiteshvara (λωγοασφαροραζοβοδδο). Estos manuscritos han sido datados en el siglo II d. C.
Se cree que algunos de los elementos del budismo mahāyāna pueden haber surgido alrededor del siglo I a. C. en el noroeste de la India, durante la época de estas interacciones. Según la mayoría de estudiosos, los sutras principales del mahāyāna fueron escritos después del 100 a. C., cuando surgieron los conflictos entre las sectas Nikaya que se basan en la humanidad o superhumanidad de Buda y en cuestiones metafísicas, influidos por las enseñanzas griegas. «Debe haber habido una forma de budismo influida por los griegos y transmitida por los griegos que atravesaba de norte a este por la Ruta de la Seda».

### El Imperio Kushan (siglosIII–Ia.C.)
Los kushan, una de las cinco tribus de la confederación tocaria se asentaron en Bactriana alrededor del 125 a. C. Una vez desplazados los grecobactrianos, invadieron las zonas del norte de Pakistán y la India alrededor del año 1 de nuestra era.
Por aquel tiempo ya habían estado en contacto con la cultura griega y los reinos indogriegos por más de un siglo. Usaban el alfabeto griego para escribir su idioma, como se muestra en las monedas de la época. Algunas esculturas de los kushan sugieren que también adoptaron la cultura y la mitología, ya que representan a Dioniso y la historia del Caballo de Troya y es probable que comunidades griegas se mantuvieran bajo el régimen kushan.

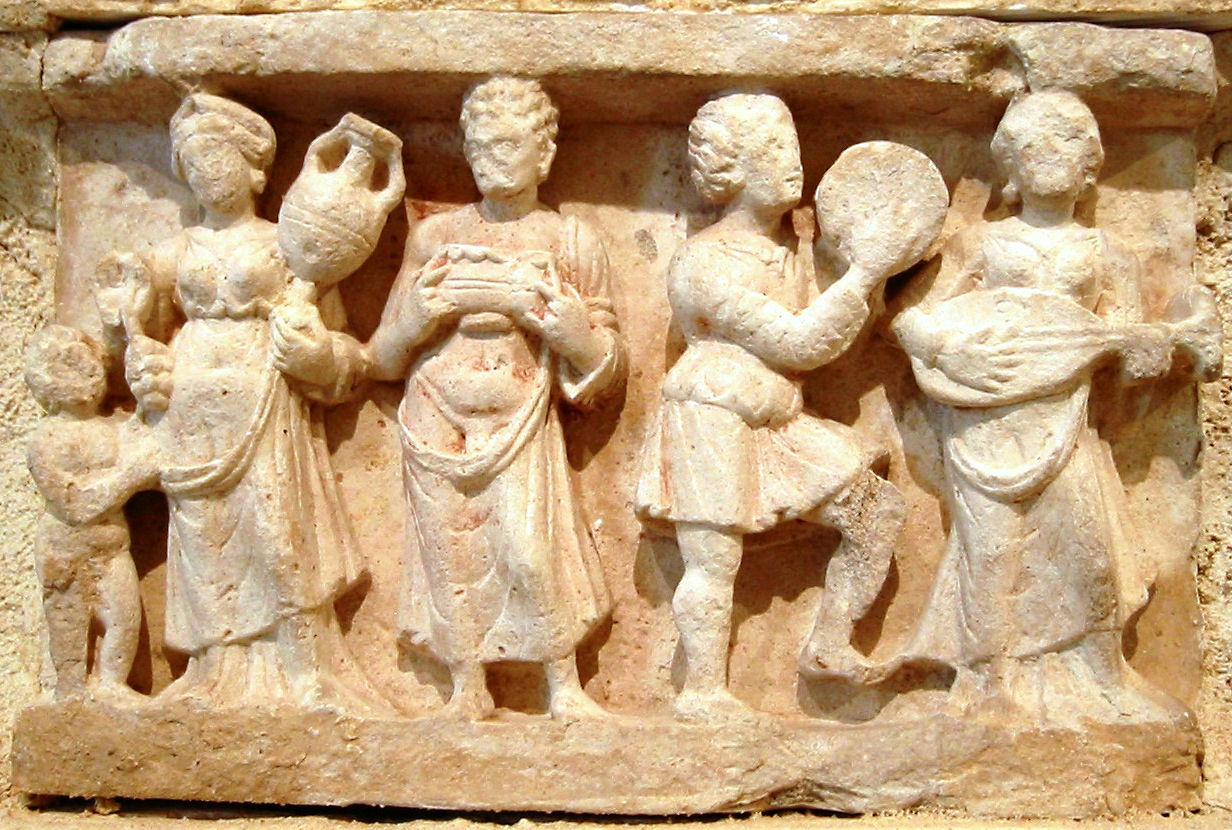
Cultura helénica en el subcontinente Indio: vestiduras griegas, ánforas, vino y música (detalle de la estupa Chakhil-i-Ghoundi, Gandhara,)

El rey Kanishka rindió honores a deidades mazdeístas, griegas e hindúes, así como a Buda Gautama. Fue conocido por su sincretismo religioso y por ser uno de los impulsores del Cuarto Concilio Budista que tuvo lugar en el 100 de nuestra era en Cachemira y por ordenar la redacción del canon sarvastivada. Algunas monedas de Kanishka contienen la primera representación de Buda en una moneda (alrededor del 120), en estilo helénico con la palabra Boddo en alfabeto griego.

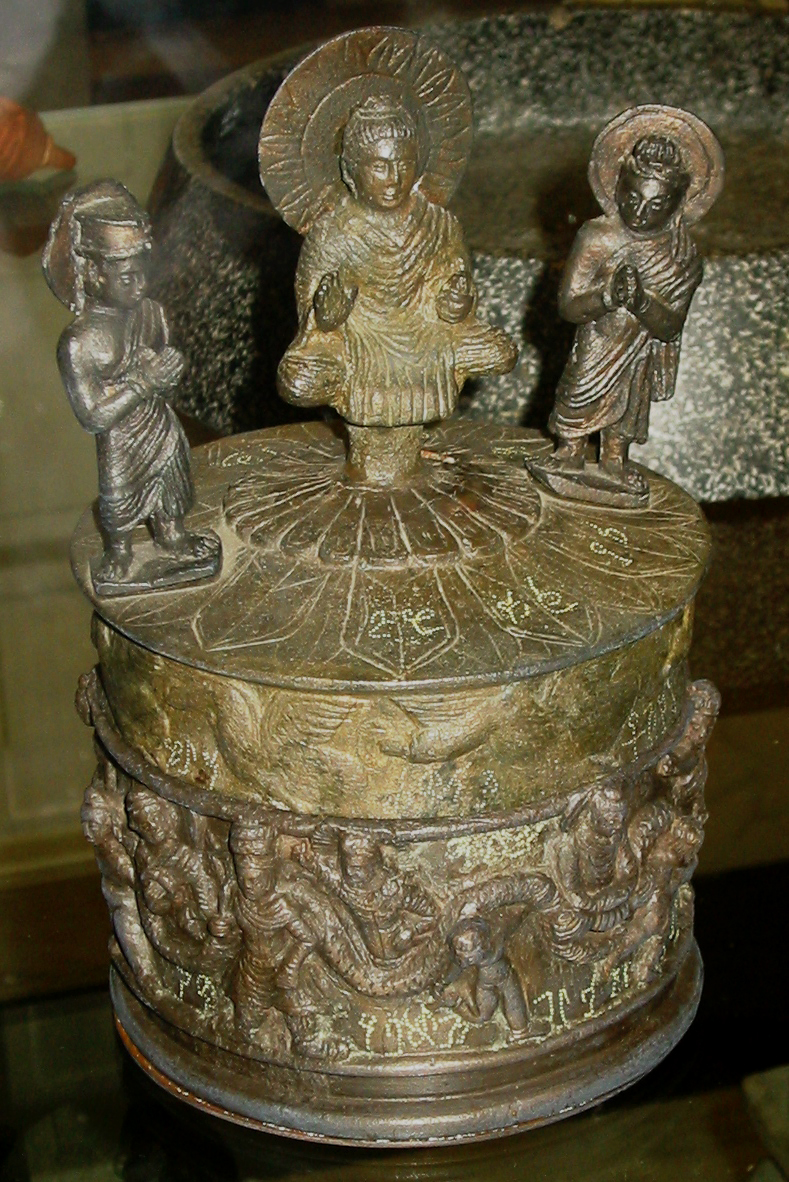
El Casquete de Kanishka (Museo Británico)

Kanishka también mandó traducir los textos mahāyāna escritos en prácrito a la lengua culta, el sánscrito. «Un punto de cambio en la evolución del canon literario budista».
El Casquete de Kanishka, datado en el 127, primer año de reinado, fue tallado por un artista griego llamado Agesilas, que supervisó los trabajos de la estupa de Kanishka, confirmando la implicación de los griegos en las creaciones budistas de la época.
La nueva forma sincrética del budismo se expandió por toda Asia oriental poco después de esa época. El monje kushan Lokaksema visitó la corte de la Dinastía han en Luoyang en el año 178, trabajando allí durante diez años en la primera traducción de textos mahāyāna al chino. La nueva fe se expandió por Corea y Japón.

## Influencias artísticas
Numerosas obras del estilo grecobudista muestran la interrelación entre las culturas griega y budista, que tuvieron lugar en centros artísticos como Gandhara. La mayoría de obras de arte de Gandhara son budistas, mientras que la mayoría de motivos provienen de Asia occidental y Grecia.

### Representaciones antropomorfas de Buda

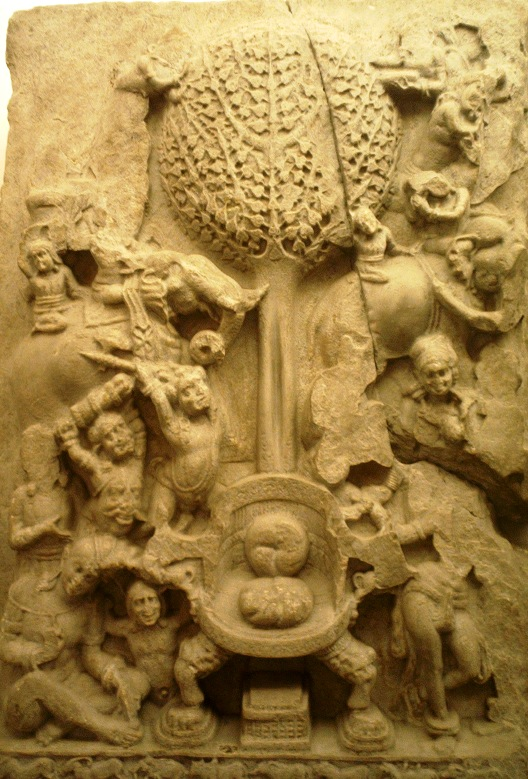
Icono representando al demonio Mara asaltando a Buda,, Amaravati, India.

Aunque sigue habiendo debate, las primeras representaciones antropomorfas de Buda se consideran el resultado de la interacción entre las culturas helenística y budista. Antes de este contacto, el arte budista era anicónico: a Buda sólo se le representaba a través de símbolos como un trono vacío, un árbol Bodhi, el pie de Buda o la rueda de oración.
Este rechazo a las representaciones antropomorfas de Buda y el sofisticado desarrollo de los símbolos para evitarlo (incluso en escenas narrativas donde aparecían otros humanos), parece guardar relación con uno de los dichos de Buda, recogido en el Digha Nikaya, en el que éste se mostraba reacio a ser representado tras la extinción de su cuerpo.
Probablemente por no sentirse vinculado por esas restricciones y por su «culto al cuerpo, los griegos fueron los primeros en realizar una escultura de Buda» (Linssen, 1958). En muchas partes del Mundo Antiguo, los griegos generaron divinidades sincréticas, que llegaron a ser un foco religioso común para poblaciones con tradiciones distintas: un buen ejemplo es el dios sincrético Serapis introducido por Ptolomeo I Sóter en Egipto, que combina aspectos de dioses griegos y egipcios. En la India, para los griegos también era natural la creación de una única divinidad combinando la imagen de un dios griego (Apolo) o el divinizado fundador del Reino Indogriego Demetrio I de Bactriana, con las características físicas atribuidas a Buda.

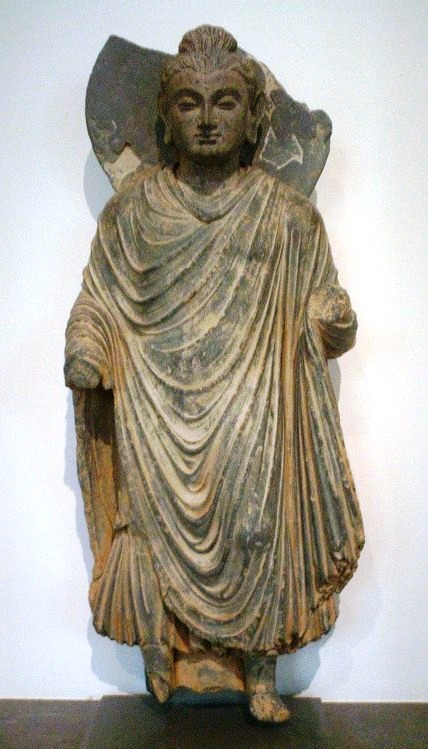
Buda de pie, en la antigua región de Gandhara al norte del actual Pakistán,.

Algunos elementos estilísticos de las representaciones de Buda apuntan a la influencia griega: la toga greco-romana, una tela ondulada que cubría ambos hombros (o más concretamente el himatión griego), la pose en contrapposto (ver: Budas de pie de Gandhara durante los siglos I–II), el pelo corto Mediterráneo derivado del Apolo de Belvedere (330 a. C.), y la calidad de las caras, junto con el fuerte realismo artístico (Ver: Cultura de Grecia). Una gran cantidad de esculturas combinando los estilos budistas y helenistas han sido excavadas en la zona de Gandhara.
El pelo rizado de Buda está descrito en la famosa lista de características físicas de Buda (mahapurusa) que se encuentra en los sutras budistas. El pelo rizado, con los rizos hacia la derecha se describen en el canon pali del budismo jinaiana (‘pequeño vehículo’); la misma descripción se encuentra, por ejemplo, en el Dasasahasrika Prajnaparamita.
Es muy probable que fueran artistas griegos los autores de esas primeras representaciones de Buda, en particular de las estatuas de pie, que muestran «un tratamiento realista de los pliegues y en algunas incluso un esbozo de volumen modelado, como el que caracteriza a las mejores obras griegas. Esto es el arte clásico o helenístico, no el arcaico transmitido por los persas o bactrianos y que no se distingue del arte antiguo romano».
La influencia griega en las representaciones de Buda a través de su realismo idealista, también permitió una visualización accesible, entendible y atractiva del estado último de iluminación descrito por el budismo, lo que contribuyó a su difusión: «Una de las características distintivas de la escuela de arte de Gandhara que emergió en el noroeste de la India es que está claramente influida por el naturalismo de la Grecia clásica. De esta forma, mientras que estas imágenes aún transmiten la paz interna que resulta de la puesta en práctica de la doctrina de Buda, también aportan una impresión de la gente que caminaba, hablaba y dormía igual que lo hacemos nosotros. Creo que esto es muy importante. Estas figuras inspiran porque ellas no solo representan la imagen, sino también la sensación de que podemos alcanzar nuestras metas si lo intentamos».
Durante los siguientes siglos, esta representación antropomorfa de Buda definió el canon del arte budista, pero progresivamente fue adquiriendo más elementos indios y asiáticos.

### Un panteón budista helenizado

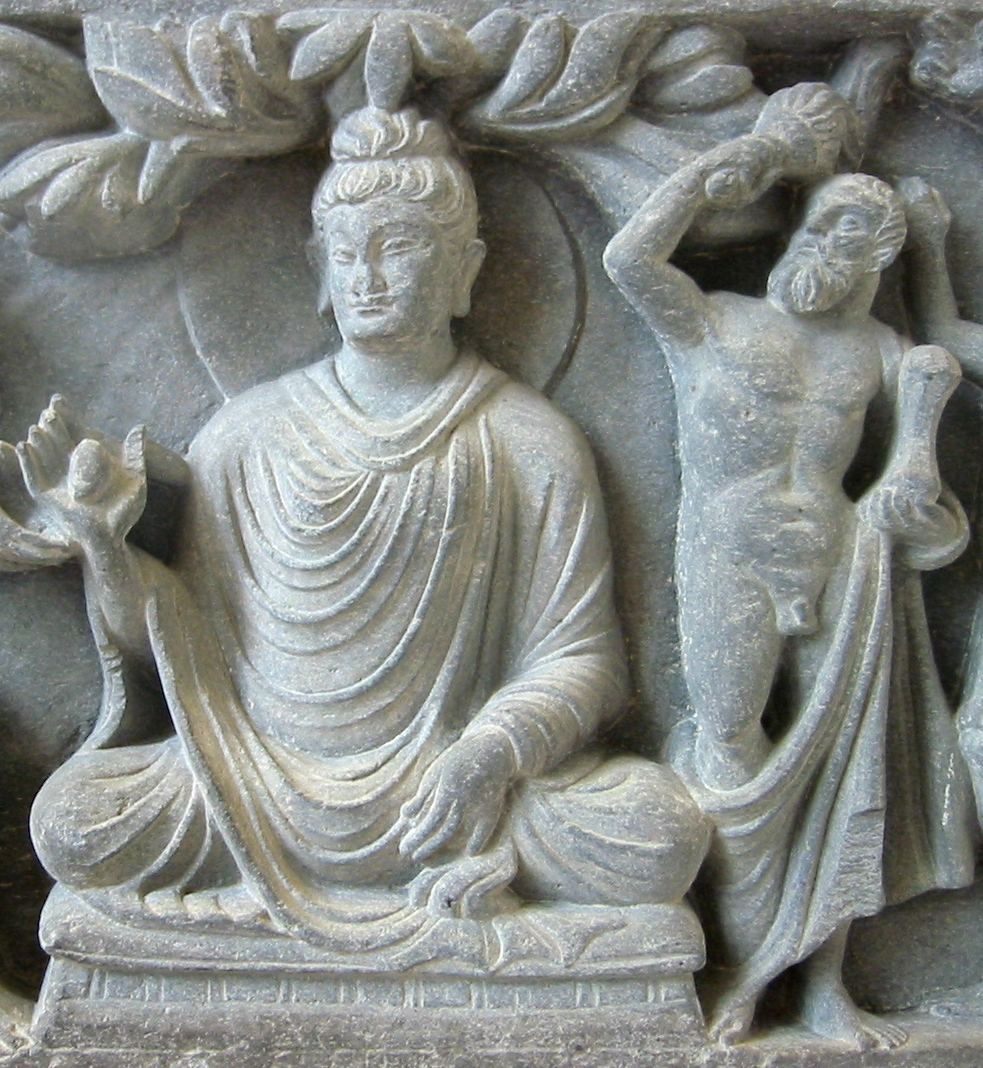
Representación de Vajrapani como Heracles (derecha), como protector de Buda,, Gandhara, Museo Británico.

Otras deidades budistas han recibido la influencia de los dioses griegos. Por ejemplo, Heracles con una piel de león (la deidad protectora de Demetro I de Bactriana) «sirvió como un modelo artístico para Vajrapani, un protector de Buda» (Foltz, 1999). En Japón, esta representación se trasladó a los Niō, dioses guardianes de Buda, corpulentos y coléricos, que se encuentran en la entrada de numerosos templos budistas.
Según Katsumi Tanabe, profesor de la Universidad Chūō, Japón (en Alejandro Magno. Contactos culturales Este-Oeste de Grecia a Japón), aparte del Vajrapani, la influencia griega también aparece en otros dioses del panteón mahāyāna, como el dios del viento japonés Fujin inspirado en el griego Bóreas a través del grecobudista Wardo, o la deidad madre Hariti inspiradas en la diosa Tique.
Además, formas como guirnaldas, querubines, volutas, y otras semihumanas como el centauro y el tritón son parte del repertorio del arte helenístico introducido por los artistas grecorromanos al servicio de la corte kushan.
Véase también: Arte budista

## El grecobudismo y el surgimiento del budismo mahāyāna
Los contextos geográfico, cultural e histórico del surgimiento del budismo mahāyāna en el noroeste del subcontinente Indio en el siglo I apuntan a intensas influencias multiculturales: «Las influencias formativas claves sobre el desarrollo del budismo mahāyāna y del budismo de la Tierra Pura, que se convertirían en una parte tan importante de la civilización de Asia oriental, deben buscarse en la propagación inicial del budismo a lo largo de la Ruta de la Seda». Conforme el mahāyāna fue surgiendo, fue recibiendo influencias de los cultos populares hindúes (bhakti) y de las teologías persas y grecorromanas que entraron en la India por el noroeste.

### Influencias conceptuales
El mahāyāna es una fe inclusiva caracterizada por la adopción de nuevos textos, que se añaden al canon pali tradicional, y por un cambio en la concepción del budismo. Va más allá del ideal tradicional del theravāda de la liberación del sufrimiento (dukkha) y la iluminación personal de los arhats, elevando a Buda a un estatus divino, creando un panteón de bodhisattvas cuasidivinos dedicados a la excelencia personal, a la adquisición del conocimiento y a la salvación de la humanidad. Estos conceptos, junto con un sistema filosófico sofisticado deben haber sido creados por la interacción entre los pensamientos griegos y budistas.

#### Buda como un hombre-dios idealizado
Buda fue elevado a un estatus de hombre-dios, representado por una forma humana idealizada: «Uno puede observar la influencia clásica al incluir la idea general de representar al hombre-dios con una forma enteramente humana, que era muy familiar en Occidente, y está muy claro que el tratamiento que dan los occidentales a sus dioses fue un importante factor para la innovación. Buda, el hombre-dios, se parece más a un dios griego que a cualquier deidad oriental, no solo por el ciclo narrativo de su historia y su apariencia en estatuas sino por su humanidad».
La comprensión supra-mundana de Buda y los bodhisattvas deben haber sido una consecuencia de la tendencia griega a deificar a sus dirigentes en la parte final del reinado de Alejandro Magno: «El concepto de dios-rey aportado por Alejandro […] debe haber influido en el desarrollo del concepto de bodhisattva, que implicaba la representación de Buda en el arte de Gandhara con la cara del dios del sol Apolo».

#### El bodhisattva como ideal universal de la excelencia

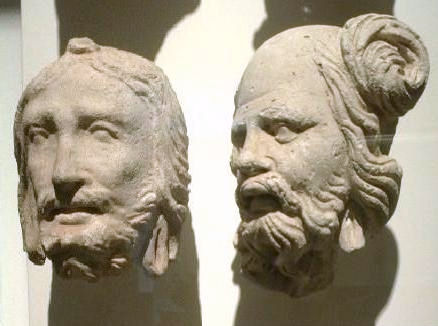
Retratos encontrados en la ciudad de Hadda,

Lamotte (1954), sugiere (pensamiento rebatido por Conze (1973) y otros) que la influencia griega estuvo presente en la definición del ideal del bodhisattva en el texto mahāyāna más antiguo, Perfección de la sabiduría o Prajñā Pāramitā, que se desarrolló entre el siglo I a. C. y el siglo I d. C. Estos textos redefinen en particular el budismo alrededor del ideal universal del bodhisattva, y sus seis virtudes centrales de generosidad, moralidad, paciencia, esfuerzo, meditación y sabiduría.

#### Influencias filosóficas
La estrecha relación entre griegos y budistas probablemente llevó a intercambios también en el plano filosófico. Muchas de las primeras teorías mahāyāna sobre la realidad y el conocimiento se puede decir que provienen de las escuelas griegas de pensamiento. El budismo mahāyāna ha sido descrito como la «forma de budismo que (independientemente de cuán hinduizadas se volvieran sus formas tardías) parece haberse originado en las comunidades grecobudistas de la India, a través de una confluencia de las escuelas filosóficas griegas demócritas, sofistas y de los escépticos con los principios empíricos y escépticos rudimentarios y sin formalizar que se encontraban ya presentes en el budismo primitivo».
- En la Prajnaparamita (perfección de la sabiduría), se observa el rechazo de la realidad como fenómenos pasajeros «vacíos, falsos y efímeros» lo que también se puede encontrar en los pirronistas.[32]
- La percepción de la realidad última que tenían los cínicos así como los Madyamikas y los profesores de zen, solamente accesible a través de una aproximación no conceptual ni verbal (en griego phronesis), era la única forma de obtener los conceptos ordinarios.[33]
- La actitud mental de la ecuanimidad y la perspectiva desapasionada ante eventos también era característica de los cínicos y los estoicos, que lo denominaron apatheia (‘apatía’)[34]
- La dialéctica del Nāgārjuna desarrollada en el Madhyamika muestra un paralelismo con la dialéctica griega.[35]

##### Cinismo, madhyamika y zen
Existen numerosos paralelismos entre la filosofía griega de los cínicos, y la filosofía budista Madhyamika y zen que surgió varios siglos más tarde. Los cínicos niegan la relevancia de las opiniones y sentimientos de los humanos (descritas como typhos, literalmente ‘humo’ o ‘desperdicios’, una metáfora de ‘ilusión’ o ‘error’), incluyendo las expresiones verbales, estando a favor de la cruda experiencia de la realidad. Ellos separaban la independencia de agentes externos para lograr la felicidad («Felicidad no es placer, para el cual necesitamos influencia externa, sino virtud, que se completa sin agentes externos», tercera epístola de Crates). De manera similar, el Prajnaparamita, precursor del Madhyamika explicó que todas las cosas son como espuma o burbujas, «vacío, falso, y efímero», y que «sólo la negación de todas las visiones puede conducir a la iluminación» (Nāgārjuna, MK XIII.8). Para evitar el mundo de la ilusión, los cínicos recomendaban la disciplina y la lucha (askēsis kai machē) de la filosofía, la práctica de la autarkía (gobierno propio), y un estilo de vida similar al de Diógenes, el cual, como los monjes budistas, renunció a las posesiones terrenales. Estas concepciones, en combinación con la idea de philanthropía (bondad universal, de la cual Crates, pupilo de Diógenes, es el mayor exponente), presentan reminiscencias a los conceptos budistas prajñā (sabiduría) y karuna (compasión).

#### Influencias cosmológicas grecopersas
Una figura popular del arte grecobudista es el Maitreya, el buda del futuro, que en varias ocasiones ha sido relacionado con el Yazata (divinidad mazdeísta) Mitra, que también fue adoptado como objeto de culto grecorromano bajo el nombre Mitras. Maitreya es el quinto buda de la actual era, que aparecerá en una época futura indefinida. Según Richard Foltz, él «evoca las cualidades del Saoshyant zoroástrico y del Mesías cristiano» (Foltz, 1999). Sin embargo, en su carácter y función, Maitreia no se parece a Mitra; su nombre deriva obviamente de la palabra sánscrita mitra: ‘amigo’, equivalente a la palabra pali mettā. La palabra pali Metteiia (probablemente la más antigua), no se parece tanto a Mithra (Mitra). 
El buda Amitabha o Amida (literalmente ‘radiación infinita’) con su Tierra Pura paradisíaca en el oeste, según Foltz «parece haber sido entendido como el dios iraní de la luz, relacionado con el sol». Esta visión no es acorde con la visión que tienen de Amitabha los actuales budistas de la Tierra Pura, en la cual Amitabha no está relacionado con el sol ni tampoco es un dios en sentido literal.

### Proselitismo de Gandhara
Los budistas de la región de Gandhara donde el grecobudismo tenía la mayor influencia, desempañaron un papel importante en el desarrollo y la transmisión de las ideas budistas hacia el norte de Asia.

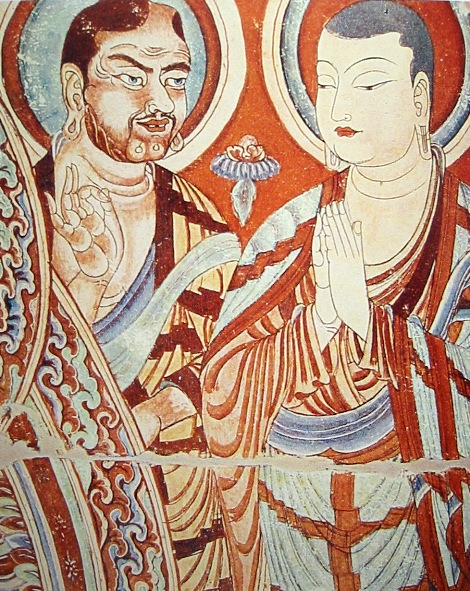
Monje budista de ojos azules (probablemente tocario) de Asia Central con un compañero de Asia Oriental, siglos -.

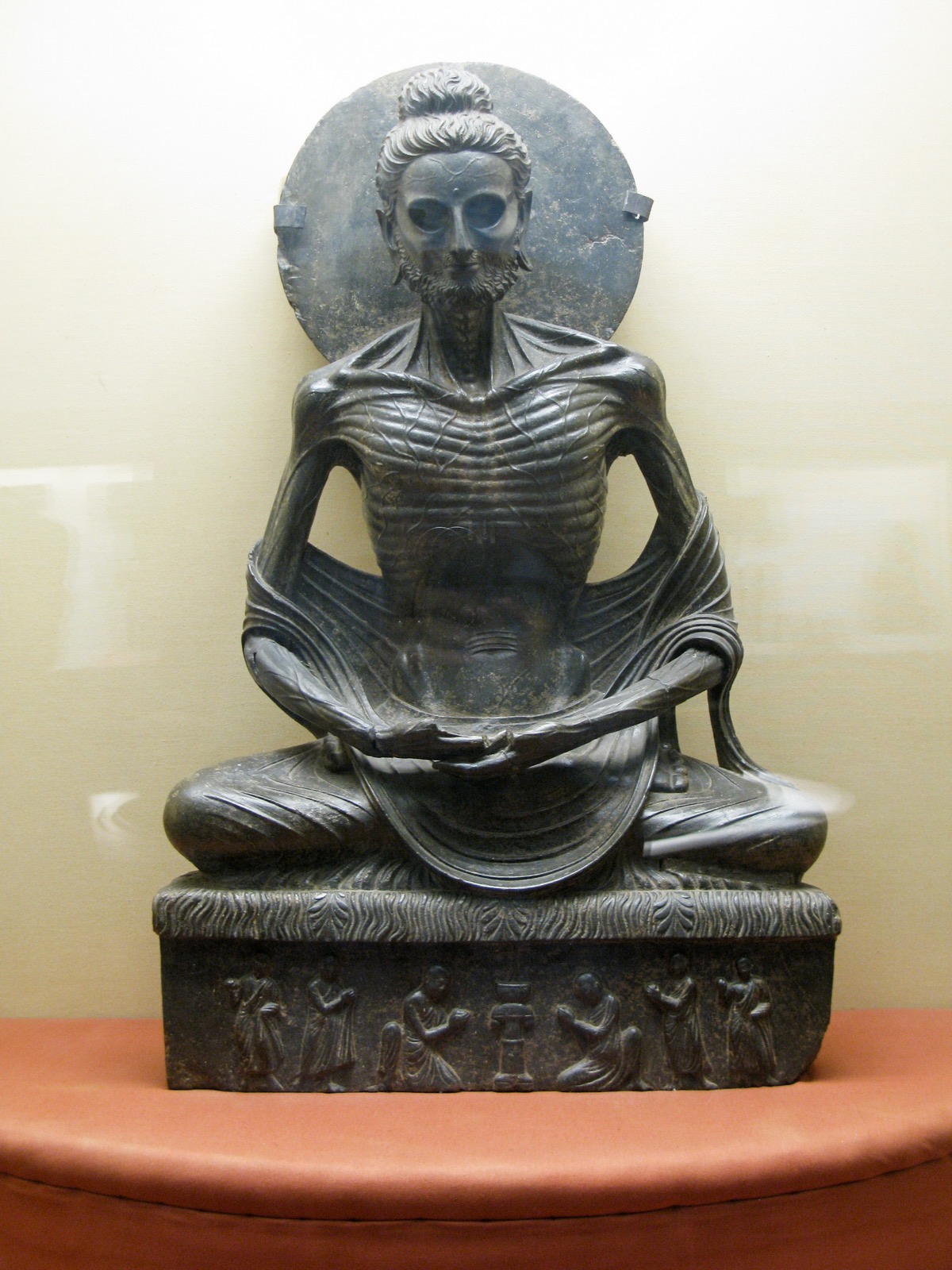
Buda ayunando, perteneciente al periodo de Gandhara. Museo de Lahore, Pakistán.

- Monjes Kushan, como Lokaksema (178 d. C.), viajaron a la capital de la Dinastía han china Luoyang, donde se convirtieron en los primeros traductores de los textos de budismo mahāyāna al chino. Parece que los monjes de Asia central y oriental mantuvieron contactos alrededor del siglo X, lo que se puede observar en los frescos que hay en la zona de la cuenca del Tarim.
- Dos hermanastros de Gandhara, Asanga y Vasubandhu (siglo IV) crearon el Iogachara (escuela ‘mente sola’) del budismo mahāyāna, que se convirtió en una de las piezas claras del mahāyāna e influyó en la creación de la filosofía zen a través del Lankavatara Sutra, su texto principal.
- En 485 d. C., según la obra de teatro histórico chino Liang Shu, cinco monjes de Gandhara viajaron hasta la tierra de Fusang (‘El país del extremo oriente’ más allá del mar, probablemente la zona oriental de Japón, aunque algunos historiadores argumentan que podría ser el continente americano), donde introdujeron el budismo:

Fusang se encuentra al este de China, a 20 000 li (1500 kilómetros) del estado de Da Han (y a su vez se encuentra al este del estado de Wa en la actual isla de Kyushu, Japón) (...) En los tiempos antiguos, la gente de Fusang no sabía nada sobre la religión budista, pero en el segundo año del reinado de Da Ming, de la Dinastía song (año 485), cinco monjes de Kipin (Kabul, región de Gandhara), llegaron en barco hasta Fusang. Ellos fueron los encargados de propagar la doctrina budista, haciendo circular escrituras y dibujos, enalteciendo a la gente para que renegaran de los bienes materiales. Como resultado de esto, las costumbres de Fusang cambiaron.

Liang Shu.

- Bodhidharma, el fundador del zen se describe como un monje budista de Asia Central en los primeros textos chinos sobre él (Yan Xuanzhi, 547 d. C.), aunque luego las tradiciones chinas aseguran que procedía del sur de la India

## Influencias intelectuales en Asia
A través del arte y la religión, la influencia del grecobudismo en el origen cultural de los países de Asia oriental, especialmente China, Corea y Japón, pasó al área intelectual. Al mismo tiempo que el arte grecobudista y las escuelas mahāyānas de pensamiento como la de Dhyana iba influyendo a las culturas del este asiático, conceptos centrales de la cultura helénica, como la virtud, excelencia o cualidad fueron adoptadas por las culturas de Corea y Japón después de una gran difusión más allá de las ciudades helenizadas de Asia central, hasta convertirse en punto fundamental de sus guerreros y de su ética de trabajo.

## El grecobudismo y Occidente
En dirección al oeste, el sincretismo grecobudista pudo haber tenido algo de influencia en las religiones de la cuenca mediterránea.

### Intercambios
La pasión de los romanos por la seda supuso un intercambio tangible muy intenso en aquel tiempo. El interés de los romanos por tal material llegó a tal punto que el senado publicó, en vano, varios edictos que prohibían vestir con seda debido a razones económicas y morales. Esto se recoge en la obra de tres autores importantes:
- Estrabón (64/ 63 a. C.–c. 24 d. C.).
- Séneca (c. 3 a. C.–65 d. C.).
- Plinio el Viejo (23–79 d. C.).

Tanto Estrabón como Plutarco (45–125 d. C.) escribieron sobre el rey Menandro, confirmando que la información también circulaba por el mundo helenístico.

## Influencias religiosas

### Cristianismo y budismo
Aunque los sistemas filosóficos del budismo y el cristianismo se desarrollaron de forma diferente, los preceptos morales incluidos en el budismo desde los edictos de Aśoka tienen algunas similitudes con los preceptos morales cristianos que se desarrollaron más de dos siglos con posterioridad: el respeto a la vida, el respeto a los muertos, el rechazo a la violencia, el perdón a los «pecadores» y la tolerancia.
Una teoría explica que estas similitudes indican la propagación de las ideas budistas en el mundo occidental, siendo los griegos intermediarios y sincretistas religiosos. Por ejemplo, el «milagro» de caminar sobre las aguas, que se suele atribuir a Jesús en el Nuevo Testamento también se encuentra en la literatura budista, concretamente en el canon pali: Digha Nikaya 11, en la sutra Kevatta. Esto no se encuentra en ninguna otra obra del mundo hasta la redacción del Nuevo Testamento, 500 años después.
«Los estudiosos han considerado con frecuencia la posibilidad de que el budismo haya influido en el desarrollo del cristianismo. Han prestado especial atención a los nacimientos, vidas, doctrinas y muertes de Buda y Jesús».
La historia del nacimiento de Buda era bien conocida en el oeste y posiblemente influyó en la historia del nacimiento de Jesús. San Jerónimo (siglo IV) menciona el nacimiento de Buda, de quien dice «que nació en el seno de una virgen». También en un fragmento de Arquelao, el obispo de Carras, (año 278) se menciona la virginidad de la madre de Buda.
Escritores cristianos de los siglos III y IV como Hipólito y Epifanio escribieron sobre un tal Scythianus que visitó la India alrededor del 50 d. C., trayendo de allí la «doctrina de los dos principios». Según estos escritores, un discípulo suyo llamado Terebinto se presentaba a sí mismo como Buda («él se llamaba a sí mismo Buda» Cirilo de Jerusalén). Terebinto fue a Palestina y Judea donde conoció a los apóstoles («siendo reconocido y condenado», Isaías), y por último se trasladó a Babilonia, donde transmitió sus enseñanzas a Mani, creando lo que sería un budismo sincrético persa, el maniqueísmo. Uno de los grandes pensadores y santos de la Iglesia Occidental, Agustín de Hipona fue en un principio maniqueísta.
En el siglo II, el dogmático cristiano Clemente de Alejandría reconoció la influencia de los budistas bactrianos (shramanas) y los gimnosofistas hindúes en el pensamiento griego:

De esta manera la filosofía, una cosa de gran utilidad, floreció en la antigüedad entre los bárbaros, mostrando su luz sobre las naciones. Y después llegó a Grecia. Los primeros fueron los profetas del Antiguo Egipto; y los caldeos más allá de los asirios; y los druidas entre los galios; y los shramanas entre los bactrianos (Σαρμαναίοι Βάκτρων); y los filósofos de los celtas; y los magos de los persas, que predijeron el nacimiento del Salvador y fueron a la tierra de Judea guiados por la estrella. Los gymnosofistas indios también están en la lista así como otros filósofos bárbaros. Y de esos hay dos clases, los llamados (Σαρμάναι), y los llamados bráhmanas (Βραφμαναι)

(Clemente de Alejandría El Estromata, o Misceláneas.).

Las principales ciudades griegas en Oriente Medio han desempeñado un papel importante en el desarrollo del cristianismo, ciudades como Antioquía y Alejandría y «fue en estos lugares donde se crearon algunos de los centros más importantes de la Cristiandad» (Linssen, 1958).